# Société sportive d'aviron Kaiku
Maillots
La  Société Sportive Kaiku  (Sociedad Deportiva de Remo Kaiku en castillan et Kaiku Arraunaren Kirol Elkartea en basque) est un club multisports et filiale du Sestao Sport-River fondé en 1923 dans le quartier de Simondrogas, dans la localité biscaïenne de Sestao. Il doit sa renommée à sa section d'aviron, inaugurée en 1925.
La Société Sportive d'Aviron de Sestao concurrence depuis 1929 avec le nom de kaiku, terme basque désignant un vêtement typique basque.
Ses couleurs sont le vert aux épaules blanches pour le maillot et noir pour le short (celles de la localité de Sestao) et sa trainière actuelle, de couleur verte également, s'appelle Bizkaitarra (signifiant Biscaïen).

## Histoire
Dans le quartier sestaoarra (gentilé basque de Sestao) de Simondrogas, avec la rivière Galindo et à l'initiative d'un groupe d'amis dirigés par Pedro Barrondo et Garay, se crée en 1923 la Société Sportive Kaiku en adoptant les couleurs vert et noir qui seront vues pendant plus d'un demi-siècle, d'abord sur la Juanita et successivement sur la Kaikutarra, Bilbotarra, Bizkaiko Ama, Cincuentenaria et Bizkaitarra.
Le club d'aviron Kaiku est mondialement célèbre par les nombreuses victoires qu'il a obtenues le long de son histoire. Il est pendant de nombreuses saisons le champion indiscutable dans ce sport, comme le démontrent les titres obtenus jusqu'à présent.
Dans la saison 2008 il obtient la promotion tant convoitée à la Ligue San Miguel et en 2009 il prend part en elle pour la première fois dans son histoire avec José Luis Korta comme formateur.
Il s'agit de l'un des clubs d'aviron les plus primés de cantabrie. Il a vécu son époque dorée durant les années 70 et débuts des années 80. Après des années dans les catégories inférieures de l'aviron la Bizkaitarra est retourné en 2009 à la catégorie supérieure (Ligue ACT ou Ligue San Miguel), en conquérant au mois d'août son quatrième Championnat d'Espagne de trainières (après 27 ans), outre le championnat de Biscaye et du Pays basque de trainières. Sa première trainière s’appelait Juanita.

## Palmarès
- 6 Drapeau de La Concha: 1978, 1980, 1981, 1982, 2009 et 2012.
- 6 Championnat d'Espagne de trainières: 1978, 1981, 1982, 2009, 2010 et 2011.
- 6 Drapeau de Santander: 1976, 1978, 1980, 1982, 1985 et 1986.
- 6 Championnat de trainières d'Euskadi: 1979, 1980, 1981, 2009, 2010 et 2012.
- 12 Campeonato de Vizcaya de Traineras: 1944, 1971, 1972, 1973, 1978, 1980, 1982, 1986, 1993, 2009, 2010 et 2011.
- 5 Coupe du Roi
- 1 Coupe de S. E. El Generalísimo
- 2 Coupe Presidente de la República
- 2 Coupe del Jefe de Estado en propiedad
- 4 Grand Prix du Nervion: 1978, 1980, 1981 et 1982.
- 8 Drapeau de El Corte Inglés
- 6 Drapeau Ciudad de Castro Urdiales: 1978, 1981, 1982, 1986, 1993 et 2008.
- 5 Drapeau de Getxo: 1980, 1981, 1982, 1983 et 1986.
- 1 Drapeau de Zarautz: 1978.
- 1 Drapeau de Santoña: 1978.
- 2 Drapeau de Santurtzi: 1980, 1981 (résultats annulés), 2008.
- 2 Drapeau de Laredo: 1979 et 1980.
- 1 Drapeau Marina de Cudeyo: 1974
- 4 Drapeau Villa de Bilbao: 1980, 1982 et 2006.
- 3 Drapeau de Portugalete
- 3 Drapeau du Gouvernement basque
- 1 Drapeau de la Semana Grande de Donosti: 1985.
- 1 Drapeau Teresa Herrera: 1986.
- 1 Drapeau Prince des Asturies: 1986.
- 2 Drapeau Petronor: 1986 et 2008.
- 4 Trophée Portus Amanus: 1974, 1978, 1981 et 1983.
- 2 Grand Prix d'Astillero: 1981 et 1982.
- 1 Trophée Dalia
- 2 Coupe Diputación de Biscaye
- 2 Trophée de El Corte Inglés
- 2 Drapeau d'Ondarroa: 1985 et 2008.
- 2 Drapeau de Araba Euskaraz
- 2 Drapeau de Camargo: 1986 et 2008.
- 1 Drapeau de Plentzia: 1987.
- 1 Drapeau Villa de Avilés: 1996.
- 1 Drapeau d'Elantxobe: 1999 et 2008.
- 1 Drapeau de Saint-Jean-de-Luz: 2006.
- 1 Drapeau de Algorta
- 1 Drapeau de Las Arenas
- 1 Drapeau d'Erandio: 2006.
- 1 Drapeau Ría del Asón: 2006.
- 1 Drapeau de Zumaia
- 2 Drapeau de Sestao: 2006 et 2008.
- 1 Drapeau Donostiarra: 2008.

### Sources
- (es) Cet article est partiellement ou en totalité issu de l’article de Wikipédia en espagnol intitulé « Sociedad Deportiva de Remo Kaiku » (voir la liste des auteurs).